# Via Ricasoli
Pour les articles homonymes, voir Ricasoli.

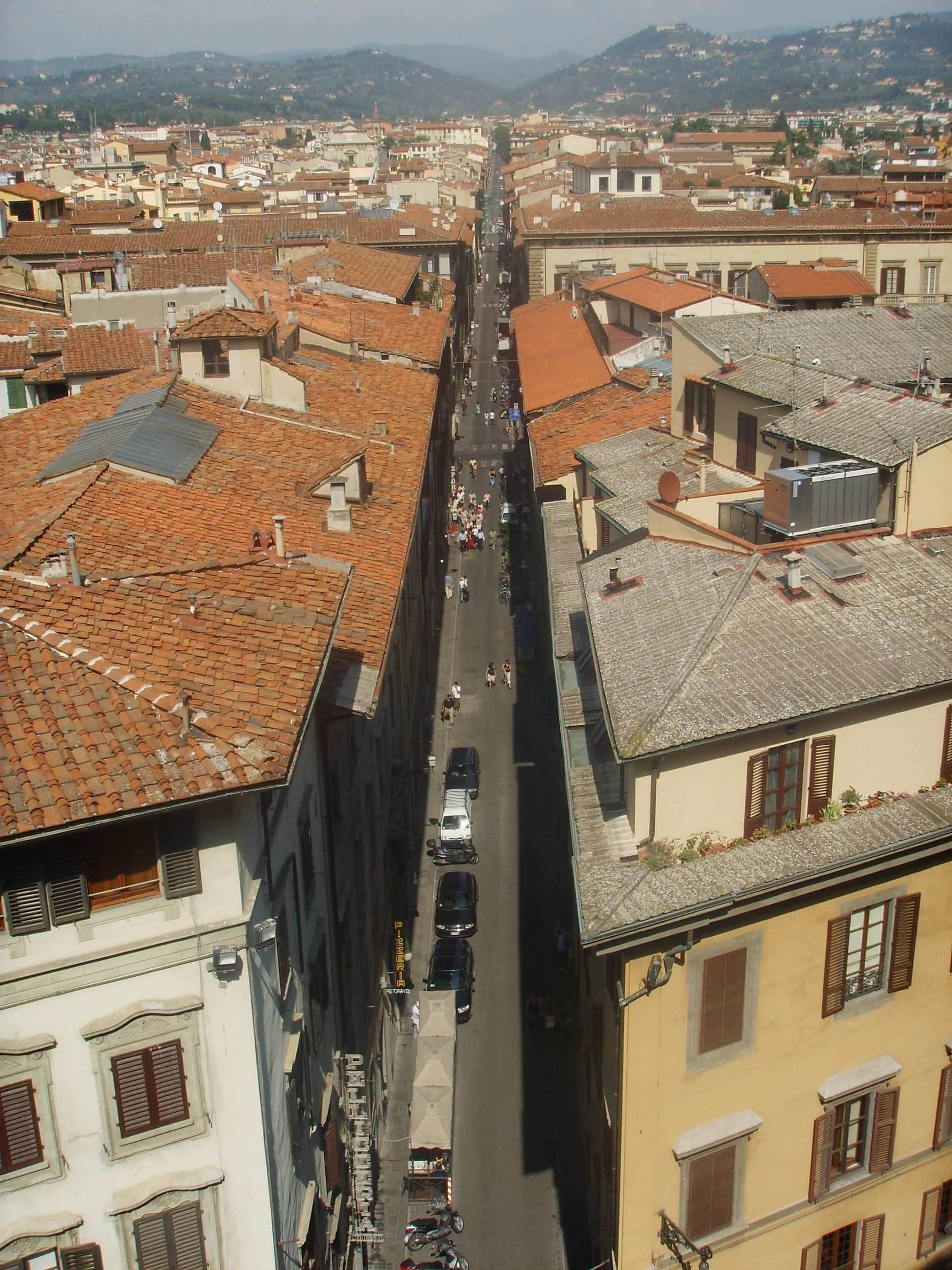
La Via Ricasoli depuis la coupole du Duomo.

La via Ricasoli est une rue de Florence du centre historique qui part de la place côté Nord du Duomo pour atteindre à sa droite la  Piazza San Marco. Elle se prolonge alors vers les faubourgs de la ville en via Giorgio La Pira.

## Description
Elle est bordée de nombreux palais de la Renaissance ou de son style :
- le Palazzo di Bettino Ricasoli qui lui donne son nom.
- le Palazzo Gerini.

On y trouve également :
- le Conservatoire Luigi Cherubini au niveau de la Piazza di Belle Arti, à son croisement avec la via degli Alfani.
- L'entrée du musée de la galerie de l'Académie.
- Les bâtiments de l'Académie de dessin elle-même au niveau de la piazza San Marco.
- le Tabernacolo delle Cinque Lanterne.
- l'arrière et les accès privés du Teatro della Compagnia.

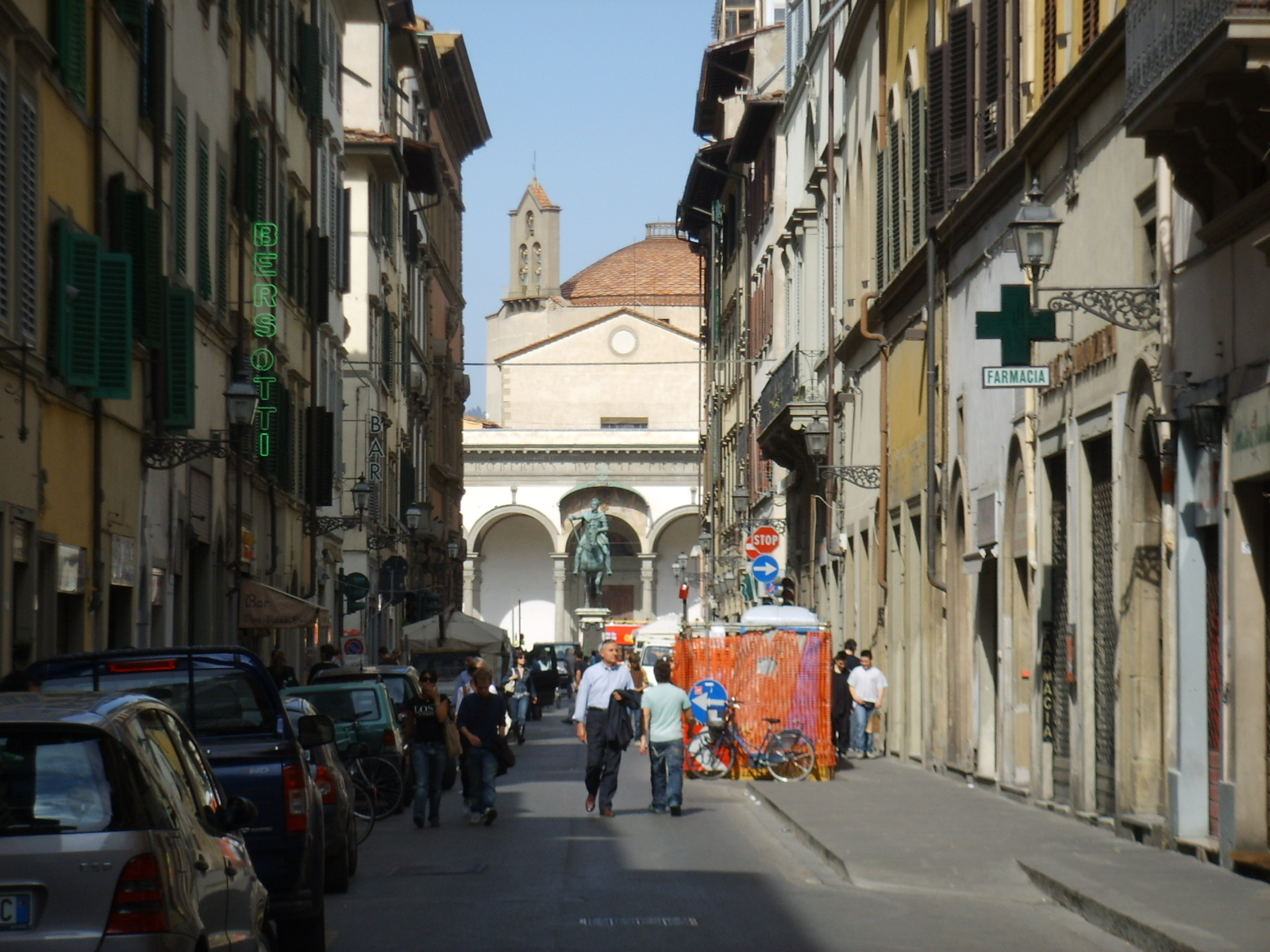
La perspective vers la piazza della santissima Annunziata.
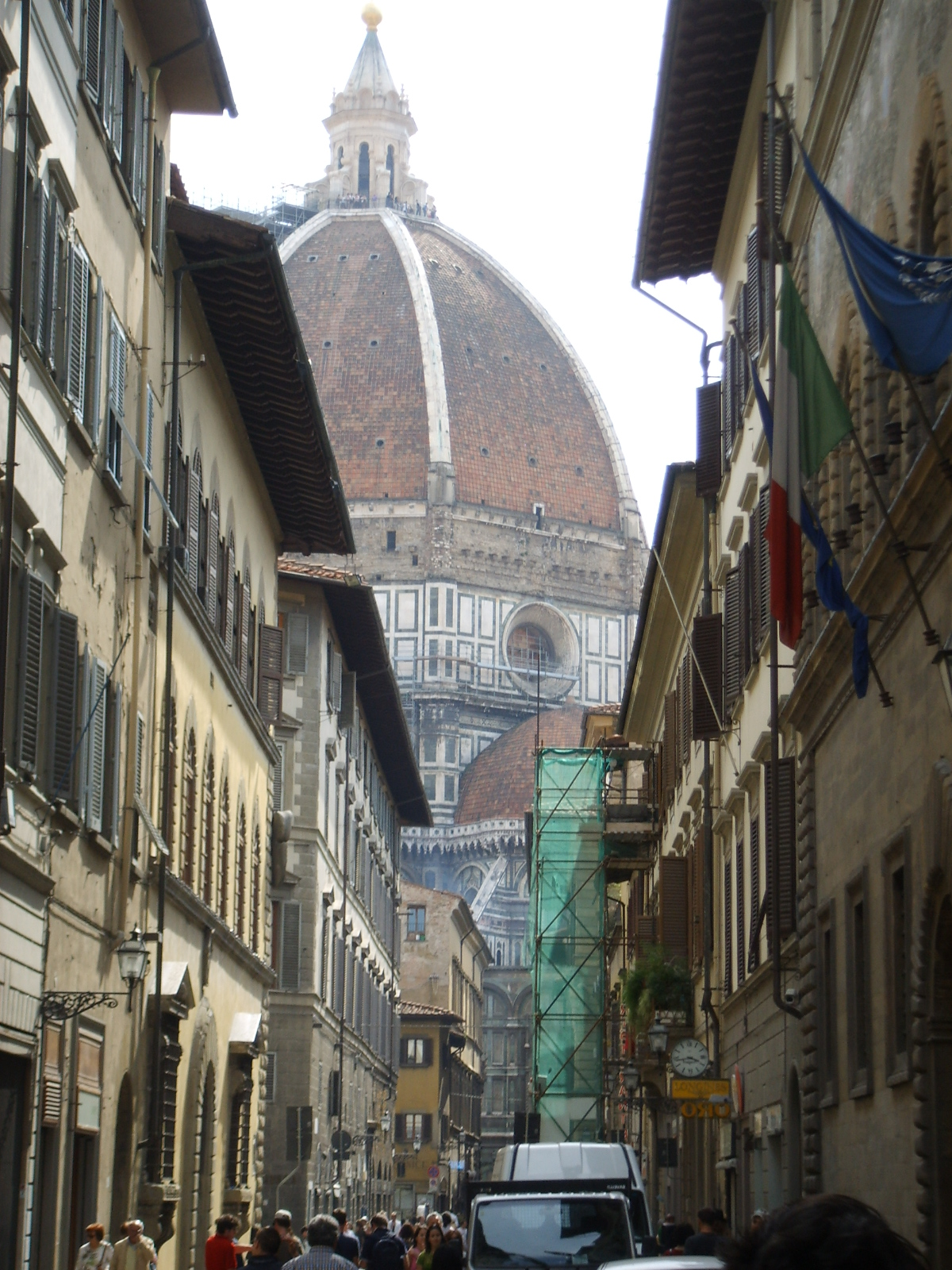
La perspective vers le Duomo.